# Fiestas de Torrejón de Ardoz
En Torrejón de Ardoz (Madrid, España) se celebran a lo largo del año las siguientes fiestas:
- La Semana Santa, declarada en el año 2014 Fiesta de Interés Turístico Regional. Varias Procesiones recorren las calles del Municipio, organizadas por la Hermandad de la Vera Cruz y Ntra. Sra. de la Soledad, que organizan 5 Procesiones (de martes a Viernes Santo) y la Hermandad de Ntra. Sra Virgen del Rosario Coronada, que organiza 2 Procesiones (Domingo de Ramos y Domingo de Resurrección)

- Las fiestas más importantes son las Fiestas Populares, a finales de junio. Los festivos locales siempre son el lunes y martes de la última semana completa del mes de junio. Por tanto, comienzan el viernes anterior a estos días y se prolongan hasta el martes. En estas fiestas el escenario principal es el Parque del Ocio que alberga el Recinto Ferial y, en los últimos años, la Plaza Mayor.  En el Recinto Ferial se sitúan las atracciones de la feria, las múltiples peñas de la ciudad y los principales conciertos con artistas de gran calidad, dichos conciertos son gratuitos. El último día de las fiestas, se proyecta un gran castillo de fuegos artificiales desde el sur del barrio de los Fresnos. Las fiestas de junio también albergan campeonatos deportivos, encierros, rifas en la feria y corridas de toros.

- Las fiestas patronales en honor de la Virgen del Rosario se celebran el 7 de octubre.

- El tradicional Día de la Tortilla se celebra el 3 de febrero. Ese día los torrejoneros salen a comer tortilla al Parque de Ocio, donde se reparten raciones de tortilla, caldo y postre entre los que acuden a participar en la fiesta. Se celebran concurso de tortillas, diversos talleres para niños y un tradicional campeonato de petanca.

- Los carnavales también son otras fiestas de gran raigambre entre los ciudadanos de Torrejón de Ardoz.